# Physopsis
Physopsis  é um gênero botânico da família Lamiaceae

## Espécies
- Physopsis chrysophylla
- Physopsis chrysotricha
- Physopsis lachnostachya
- Physopsis spicata
- Physopsis viscida

## Nome e referências
Physopsis Turczaninow, 1849